# Piłka ręczna na Letnich Igrzyskach Olimpijskich 2020 – turniej mężczyzn
Turniej olimpijski w piłce ręcznej mężczyzn podczas XXXII Letnich Igrzysk Olimpijskich w Tokio odbył się w dniach od 24 lipca do 7 sierpnia 2021 roku. Do rywalizacji przystąpiło dwanaście drużyn, a tytułu mistrzowskiego broniła reprezentacja Danii.
W finale, podobnie jak cztery lata temu, zmierzyły się Dania i Francja, jednak tym razem lepsi okazali się Francuzi, brąz zdobyli zaś Hiszpanie po zwycięstwie nad Egiptem, dla którego był to pierwszy występ w olimpijskich półfinałach. Po zakończonym turnieju IHF opublikowała statystyki indywidualne i drużynowe, dołączając także listę najszybszych rzutów.

## System rozgrywek
Ramowy harmonogram gier zaplanowanych na okres 25 lipca – 8 sierpnia 2020 roku turniejów został opublikowany w połowie września 2018 roku, zaś szczegółowy w czerwcu 2019 roku. Pod koniec marca 2020 roku Międzynarodowy Komitet Olimpijski podjął decyzję o przełożeniu, a następnie podał nowe daty rozegrania igrzysk – dokładnie rok później od oryginalnego terminu. Dwanaście uczestniczących reprezentacji zostało podzielonych na dwie sześciozespołowe grupy rywalizujące w pierwszej fazie systemem kołowym, a cztery najlepsze zespoły z każdej grupy uzyskały awans do ćwierćfinałów. Harmonogram meczów został opublikowany tuż po losowaniu grup, a potwierdzony miesiąc później. Godziny rozpoczęcia poszczególnych meczów fazy pucharowej były ogłaszane po zakończeniu wcześniejszej fazy.

## Uczestnicy
| Kwalifikacja                        | Data                              | Gospodarz                | Miejsca | Zakwalifikowani    |
| ----------------------------------- | --------------------------------- | ------------------------ | ------- | ------------------ |
| Gospodarz                           | –                                 | –                        | 1       | Japonia            |
| Mistrzostwa świata                  | 10–27 stycznia 2019               | Dania/ Niemcy            | 1       | Dania              |
| Igrzyska panamerykańskie            | 31 lipca – 5 sierpnia 2019        | Peru                     | 1       | Argentyna          |
| Azjatycki turniej kwalifikacyjny    | 17–26 października 2019           | Katar                    | 1       | Bahrajn            |
| Mistrzostwa Europy                  | 9–26 stycznia 2020                | Austria/ Dania/ Norwegia | 1       | Hiszpania          |
| Mistrzostwa Afryki                  | 16–26 stycznia 2020               | Tunezja                  | 1       | Egipt              |
| I Światowy Turniej Kwalifikacyjny   | 16–19 marca 2020 12–14 marca 2021 | Czarnogóra               | 2       | Norwegia Brazylia  |
| II Światowy Turniej Kwalifikacyjny  | 16–19 marca 2020 12–14 marca 2021 | Francja                  | 2       | Francja Portugalia |
| III Światowy Turniej Kwalifikacyjny | 16–19 marca 2020 12–14 marca 2021 | Niemcy                   | 2       | Niemcy Szwecja     |
| Razem                               |                                   |                          | 12      |                    |

Przedturniejowe charakterystyki zespołów.

## Losowanie grup
Losowanie grup turnieju olimpijskiego zostało zaplanowane na 1 kwietnia 2021 roku w Bazylei, a przed nim Międzynarodowa Federacja Piłki Ręcznej dokonała podziału na koszyki. W jego wyniku powstały dwie sześciozespołowe grupy.

### Koszyki
| Koszyk 1       | Koszyk 2        | Koszyk 3          | Koszyk 4         | Koszyk 5        | Koszyk 6          |
| -------------- | --------------- | ----------------- | ---------------- | --------------- | ----------------- |
| Dania Norwegia | Francja Szwecja | Niemcy Portugalia | Brazylia Japonia | Hiszpania Egipt | Argentyna Bahrajn |

### Grupy
| Grupa A   |
| --------- |
| Argentyna |
| Hiszpania |
| Niemcy    |
| Francja   |
| Norwegia  |
| Brazylia  |

| Grupa B    |
| ---------- |
| Bahrajn    |
| Egipt      |
| Portugalia |
| Szwecja    |
| Dania      |
| Japonia    |

## Faza grupowa

### Grupa A
| 24 lipca 202109:00 | Norwegia | 27:24(12:13) | Brazylia | Yoyogi National Gymnasium, Tokio Sędzia: Horáček, Novotný |
| 24 lipca 202109:00 |          | 27:24(12:13) |          | Yoyogi National Gymnasium, Tokio Sędzia: Horáček, Novotný |

| 24 lipca 202111:00 | Francja | 33:27(12:10) | Argentyna | Yoyogi National Gymnasium, Tokio Sędzia: Belkhiri, Hamidi |
| 24 lipca 202111:00 |         | 33:27(12:10) |           | Yoyogi National Gymnasium, Tokio Sędzia: Belkhiri, Hamidi |

| 24 lipca 202116:15 | Niemcy | 27:28(13:12) | Hiszpania | Yoyogi National Gymnasium, Tokio Sędzia: Kurtagic, Wetterwik |
| 24 lipca 202116:15 |        | 27:28(13:12) |           | Yoyogi National Gymnasium, Tokio Sędzia: Kurtagic, Wetterwik |

| 26 lipca 202109:00 | Brazylia | 29:34(13:16) | Francja | Yoyogi National Gymnasium, Tokio Sędzia: Kurtagic, Wetterwik |
| 26 lipca 202109:00 |          | 29:34(13:16) |         | Yoyogi National Gymnasium, Tokio Sędzia: Kurtagic, Wetterwik |

| 26 lipca 202111:00 | Argentyna | 25:33(13:14) | Niemcy | Yoyogi National Gymnasium, Tokio Sędzia: Horáček, Novotný |
| 26 lipca 202111:00 |           | 25:33(13:14) |        | Yoyogi National Gymnasium, Tokio Sędzia: Horáček, Novotný |

| 26 lipca 202116:15 | Hiszpania | 28:27(13:14) | Norwegia | Yoyogi National Gymnasium, Tokio Sędzia: Nikolov, Nachevski |
| 26 lipca 202116:15 |           | 28:27(13:14) |          | Yoyogi National Gymnasium, Tokio Sędzia: Nikolov, Nachevski |

| 28 lipca 202116:15 | Norwegia | 27:23(13:12) | Argentyna | Yoyogi National Gymnasium, Tokio Sędzia: Fonseca, Santos |
| 28 lipca 202116:15 |          | 27:23(13:12) |           | Yoyogi National Gymnasium, Tokio Sędzia: Fonseca, Santos |

| 28 lipca 202119:30 | Brazylia | 25:32(16:18) | Hiszpania | Yoyogi National Gymnasium, Tokio Sędzia: Hansen, Madsen |
| 28 lipca 202119:30 |          | 25:32(16:18) |           | Yoyogi National Gymnasium, Tokio Sędzia: Hansen, Madsen |

| 28 lipca 202121:30 | Francja | 30:29(16:13) | Niemcy | Yoyogi National Gymnasium, Tokio Sędzia: Nachevski, Nikolov |
| 28 lipca 202121:30 |         | 30:29(16:13) |        | Yoyogi National Gymnasium, Tokio Sędzia: Nachevski, Nikolov |

| 30 lipca 202109:00 | Argentyna | 23:25(7:14) | Brazylia | Yoyogi National Gymnasium, Tokio Sędzia: Lah, Sok |
| 30 lipca 202109:00 |           | 23:25(7:14) |          | Yoyogi National Gymnasium, Tokio Sędzia: Lah, Sok |

| 30 lipca 202114:15 | Francja | 36:31(18:12) | Hiszpania | Yoyogi National Gymnasium, Tokio Sędzia: Horáček, Novotný |
| 30 lipca 202114:15 |         | 36:31(18:12) |           | Yoyogi National Gymnasium, Tokio Sędzia: Horáček, Novotný |

| 30 lipca 202121:30 | Niemcy | 28:23(14:11) | Norwegia | Yoyogi National Gymnasium, Tokio Sędzia: Brunner, Salah |
| 30 lipca 202121:30 |        | 28:23(14:11) |          | Yoyogi National Gymnasium, Tokio Sędzia: Brunner, Salah |

| 1 sierpnia 202114:15 | Hiszpania | 36:27(17:12) | Argentyna | Yoyogi National Gymnasium, Tokio Sędzia: Kurtagic, Wetterwik |
| 1 sierpnia 202114:15 |           | 36:27(17:12) |           | Yoyogi National Gymnasium, Tokio Sędzia: Kurtagic, Wetterwik |

| 1 sierpnia 202116:15 | Norwegia | 32:29(15:15) | Francja | Yoyogi National Gymnasium, Tokio Sędzia: Nachevski, Nikolov |
| 1 sierpnia 202116:15 |          | 32:29(15:15) |         | Yoyogi National Gymnasium, Tokio Sędzia: Nachevski, Nikolov |

| 1 sierpnia 202119:30 | Niemcy | 29:25(16:12) | Brazylia | Yoyogi National Gymnasium, Tokio Sędzia: Horáček, Novotný |
| 1 sierpnia 202119:30 |        | 29:25(16:12) |          | Yoyogi National Gymnasium, Tokio Sędzia: Horáček, Novotný |

### Grupa B
| 24 lipca 202114:15 | Szwecja | 32:31(16:18) | Bahrajn | Yoyogi National Gymnasium, Tokio Sędzia: Brunner, Salah |
| 24 lipca 202114:15 |         | 32:31(16:18) |         | Yoyogi National Gymnasium, Tokio Sędzia: Brunner, Salah |

| 24 lipca 202119:30 | Portugalia | 31:37(15:15) | Egipt | Yoyogi National Gymnasium, Tokio Sędzia: Nikolov, Nachevski |
| 24 lipca 202119:30 |            | 31:37(15:15) |       | Yoyogi National Gymnasium, Tokio Sędzia: Nikolov, Nachevski |

| 24 lipca 202121:30 | Dania | 47:30(25:14) | Japonia | Yoyogi National Gymnasium, Tokio Sędzia: Schulze, Tönnies |
| 24 lipca 202121:30 |       | 47:30(25:14) |         | Yoyogi National Gymnasium, Tokio Sędzia: Schulze, Tönnies |

| 26 lipca 202114:15 | Egipt | 27:32(15:14) | Dania | Yoyogi National Gymnasium, Tokio Sędzia: Raluy, Sabroso |
| 26 lipca 202114:15 |       | 27:32(15:14) |       | Yoyogi National Gymnasium, Tokio Sędzia: Raluy, Sabroso |

| 26 lipca 202119:30 | Bahrajn | 25:26(15:14) | Portugalia | Yoyogi National Gymnasium, Tokio Sędzia: Schulze, Tönnies |
| 26 lipca 202119:30 |         | 25:26(15:14) |            | Yoyogi National Gymnasium, Tokio Sędzia: Schulze, Tönnies |

| 26 lipca 202121:30 | Japonia | 26:28(14:17) | Szwecja | Yoyogi National Gymnasium, Tokio Sędzia: Lah, Sok |
| 26 lipca 202121:30 |         | 26:28(14:17) |         | Yoyogi National Gymnasium, Tokio Sędzia: Lah, Sok |

| 28 lipca 202109:00 | Dania | 31:21(12:7) | Bahrajn | Yoyogi National Gymnasium, Tokio Sędzia: Horáček, Novotný |
| 28 lipca 202109:00 |       | 31:21(12:7) |         | Yoyogi National Gymnasium, Tokio Sędzia: Horáček, Novotný |

| 28 lipca 202111:00 | Szwecja | 29:28(14:14) | Portugalia | Yoyogi National Gymnasium, Tokio Sędzia: Raluy, Sabroso |
| 28 lipca 202111:00 |         | 29:28(14:14) |            | Yoyogi National Gymnasium, Tokio Sędzia: Raluy, Sabroso |

| 28 lipca 202114:15 | Japonia | 29:33(11:18) | Egipt | Yoyogi National Gymnasium, Tokio Sędzia: Schulze, Tönnies |
| 28 lipca 202114:15 |         | 29:33(11:18) |       | Yoyogi National Gymnasium, Tokio Sędzia: Schulze, Tönnies |

| 30 lipca 202111:00 | Bahrajn | 32:30(17:16) | Japonia | Yoyogi National Gymnasium, Tokio Sędzia: Raluy, Sabroso |
| 30 lipca 202111:00 |         | 32:30(17:16) |         | Yoyogi National Gymnasium, Tokio Sędzia: Raluy, Sabroso |

| 30 lipca 202116:15 | Szwecja | 22:27(9:13) | Egipt | Yoyogi National Gymnasium, Tokio Sędzia: Bonaventura, Bonaventura |
| 30 lipca 202116:15 |         | 22:27(9:13) |       | Yoyogi National Gymnasium, Tokio Sędzia: Bonaventura, Bonaventura |

| 30 lipca 202119:30 | Portugalia | 28:34(19:20) | Dania | Yoyogi National Gymnasium, Tokio Sędzia: Nachevski, Nikolov |
| 30 lipca 202119:30 |            | 28:34(19:20) |       | Yoyogi National Gymnasium, Tokio Sędzia: Nachevski, Nikolov |

| 1 sierpnia 202109:00 | Portugalia | 30:31(14:16) | Japonia | Yoyogi National Gymnasium, Tokio Sędzia: Brunner, Salah |
| 1 sierpnia 202109:00 |            | 30:31(14:16) |         | Yoyogi National Gymnasium, Tokio Sędzia: Brunner, Salah |

| 1 sierpnia 202111:00 | Egipt | 30:20(15:7) | Bahrajn | Yoyogi National Gymnasium, Tokio Sędzia: Raluy, Sabroso |
| 1 sierpnia 202111:00 |       | 30:20(15:7) |         | Yoyogi National Gymnasium, Tokio Sędzia: Raluy, Sabroso |

| 1 sierpnia 202121:30 | Dania | 30:33(13:17) | Szwecja | Yoyogi National Gymnasium, Tokio Sędzia: Schulze, Tönnies |
| 1 sierpnia 202121:30 |       | 30:33(13:17) |         | Yoyogi National Gymnasium, Tokio Sędzia: Schulze, Tönnies |

## Faza pucharowa
|  |                 |              |                 |                 |    |           |                 |                 |                   |                   |                   |       |       |
|  | Ćwierćfinały    | Ćwierćfinały | Ćwierćfinały    |                 |    | Półfinały | Półfinały       | Półfinały       |                   |                   | Finał             | Finał | Finał |
|  | Ćwierćfinały    | Ćwierćfinały | Ćwierćfinały    |                 |    | Półfinały | Półfinały       | Półfinały       |                   |                   | Finał             | Finał | Finał |
|  | 3 sierpnia 2021 |              |                 |                 |    |           |                 |                 |                   |                   |                   |       |       |
|  |                 |              |                 |                 |    |           |                 |                 |                   |                   |                   |       |       |
|  | Francja         | Francja      | 42              |                 |    |           |                 |                 |                   |                   |                   |       |       |
|  | Francja         | Francja      | 42              | 5 sierpnia 2021 |    |           |                 |                 |                   |                   |                   |       |       |
|  | Bahrajn         | Bahrajn      | 28              |                 |    |           |                 |                 |                   |                   |                   |       |       |
|  | Bahrajn         | Bahrajn      | 28              |                 |    | Francja   | Francja         | 27              |                   |                   |                   |       |       |
|  | 3 sierpnia 2021 |              |                 |                 |    | Francja   | Francja         | 27              |                   |                   |                   |       |       |
|  |                 |              | Egipt           | Egipt           | 23 |           |                 |                 |                   |                   |                   |       |       |
|  | Niemcy          | Niemcy       | Egipt           | Egipt           | 23 | 26        |                 |                 |                   |                   |                   |       |       |
|  | Niemcy          | Niemcy       |                 |                 |    | 26        | 7 sierpnia 2021 |                 |                   |                   |                   |       |       |
|  | Egipt           | Egipt        | 31              |                 |    |           |                 |                 |                   |                   |                   |       |       |
|  | Egipt           | Egipt        | 31              |                 |    | Francja   | Francja         | 25              |                   |                   |                   |       |       |
|  | 3 sierpnia 2021 |              |                 |                 |    | Francja   | Francja         | 25              |                   |                   |                   |       |       |
|  |                 |              | Dania           | Dania           | 23 |           |                 |                 |                   |                   |                   |       |       |
|  | Szwecja         | Szwecja      | Dania           | Dania           | 23 | 33        |                 |                 |                   |                   |                   |       |       |
|  | Szwecja         | Szwecja      | 5 sierpnia 2021 |                 |    | 33        |                 |                 |                   |                   |                   |       |       |
|  | Hiszpania       | Hiszpania    | 34              |                 |    |           |                 |                 |                   |                   |                   |       |       |
|  | Hiszpania       | Hiszpania    | 34              |                 |    | Hiszpania | Hiszpania       | 23              | Mecz o 3. miejsce | Mecz o 3. miejsce | Mecz o 3. miejsce |       |       |
|  | 3 sierpnia 2021 |              |                 |                 |    | Hiszpania | Hiszpania       | 23              | Mecz o 3. miejsce | Mecz o 3. miejsce | Mecz o 3. miejsce |       |       |
|  |                 |              | Dania           | Dania           | 27 |           |                 | 7 sierpnia 2021 | 7 sierpnia 2021   | 7 sierpnia 2021   |                   |       |       |
|  | Dania           | Dania        | Dania           | Dania           | 27 | 31        |                 | 7 sierpnia 2021 | 7 sierpnia 2021   | 7 sierpnia 2021   |                   |       |       |
|  | Dania           | Dania        |                 |                 |    |           |                 | Egipt           | Egipt             | 31                |                   |       |       |
|  | Norwegia        | Norwegia     | 25              |                 |    |           |                 |                 | Egipt             | 31                |                   |       |       |
|  | Norwegia        | Norwegia     | 25              |                 |    |           |                 | Hiszpania       | Hiszpania         | 33                |                   |       |       |
|  |                 |              |                 |                 |    |           |                 |                 | Hiszpania         | 33                |                   |       |       |

| 3 sierpnia 202109:30 | Francja       | 42:28(21:14) | Bahrajn            | Yoyogi National Gymnasium, Tokio Sędzia: Lah, Sok |
| 3 sierpnia 202109:30 | Kentin Mahé 9 | 42:28(21:14) | Husain Al-Sayyad 5 | Yoyogi National Gymnasium, Tokio Sędzia: Lah, Sok |

| 3 sierpnia 202113:15 | Szwecja         | 33:34(20:18) | Hiszpania     | Yoyogi National Gymnasium, Tokio Sędzia: Schulze, Tönnies |
| 3 sierpnia 202113:15 | Hampus Wanne 10 | 33:34(20:18) | Aleix Gomez 8 | Yoyogi National Gymnasium, Tokio Sędzia: Schulze, Tönnies |

| 3 sierpnia 202117:00 | Dania                       | 31:25(13:12) | Norwegia         | Yoyogi National Gymnasium, Tokio Sędzia: Bonaventura, Bonaventura |
| 3 sierpnia 202117:00 | Mikkel Hansen, Jacob Holm 8 | 31:25(13:12) | Sander Sagosen 8 | Yoyogi National Gymnasium, Tokio Sędzia: Bonaventura, Bonaventura |

| 3 sierpnia 202120:45 | Niemcy                        | 26:31(12:16) | Egipt                  | Yoyogi National Gymnasium, Tokio Sędzia: Nikolov, Nachevski |
| 3 sierpnia 202120:45 | Johannes Golla, Julius Kühn 6 | 26:31(12:16) | Yahia Omar, Ali Zein 5 | Yoyogi National Gymnasium, Tokio Sędzia: Nikolov, Nachevski |

| 5 sierpnia 202117:00 | Francja                 | 27:23(13:13) | Egipt                        | Yoyogi National Gymnasium, Tokio Sędzia: Raluy, Sabroso |
| 5 sierpnia 202117:00 | Hugo Descat, Dika Mem 5 | 27:23(13:13) | Ahmed El-Ahmar, Yahia Omar 5 | Yoyogi National Gymnasium, Tokio Sędzia: Raluy, Sabroso |

| 5 sierpnia 202121:00 | Hiszpania                         | 23:27(10:14) | Dania            | Yoyogi National Gymnasium, Tokio Sędzia: Brunner, Salah |
| 5 sierpnia 202121:00 | Alex Dujshebaev, Adrià Figueras 5 | 23:27(10:14) | Mikkel Hansen 12 | Yoyogi National Gymnasium, Tokio Sędzia: Brunner, Salah |

| 7 sierpnia 202117:00 | Egipt                                    | 31:33(16:19) | Hiszpania     | Yoyogi National Gymnasium, Tokio Sędzia: Schulze, Tönnies |
| 7 sierpnia 202117:00 | Ahmed El Ahmar, Mohamed Mamdouh Shebib 7 | 31:33(16:19) | Aleix Gómez 8 | Yoyogi National Gymnasium, Tokio Sędzia: Schulze, Tönnies |

| 7 sierpnia 202121:00 | Francja        | 25:23(14:10) | Dania           | Yoyogi National Gymnasium, Tokio Sędzia: Nikolov, Nachevski |
| 7 sierpnia 202121:00 | Nedim Remili 5 | 25:23(14:10) | Mikkel Hansen 9 | Yoyogi National Gymnasium, Tokio Sędzia: Nikolov, Nachevski |

## Klasyfikacja końcowa
| Miejsce | Reprezentacja |
| ------- | ------------- |
| złoto   | Francja       |
| srebro  | Dania         |
| brąz    | Hiszpania     |
| 4.      | Egipt         |
| 5.      | Szwecja       |
| 6.      | Niemcy        |
| 7.      | Norwegia      |
| 8.      | Bahrajn       |
| 9.      | Portugalia    |
| 10.     | Brazylia      |
| 11.     | Japonia       |
| 12.     | Argentyna     |

## Nagrody indywidualne
Nagrody indywidualne otrzymali:
| MVP            | Najlepszy bramkarz | Najlepszy lewoskrzydłowy | Najlepszy lewy rozgrywający | Najlepszy środkowy rozgrywający | Najlepszy prawy rozgrywający | Najlepszy prawoskrzydłowy | Najlepszy obrotowy |
| -------------- | ------------------ | ------------------------ | --------------------------- | ------------------------------- | ---------------------------- | ------------------------- | ------------------ |
| Mathias Gidsel | Vincent Gérard     | Hugo Descat              | Mikkel Hansen               | Nedim Remili                    | Yahia Omar                   | Aleix Gómez               | Ludovic Fabregas   |